# Довгалевский, Митрофан
Митрофан Довгалевский (укр. Митрофан Довгалевський, годы жизни неизвестны) — украинский учёный-литературовед и писатель

 первой половины XVIII века. Автор теоретического труда «Сад поэтический» (1736) о литературе барочной эпохи.

## Биография
Социальное происхождение неизвестно. До 1732 года учился в Киево-Могилянской академии, где записал курс риторики профессора И. Негребецкого (1722) и курс философии И. Левицкого (1723). В 1733 году принял монашеский постриг и стал профессором в альма-матер. 
В течение 1735/1736 учебного года преподавал в классе синтаксимы курс «Система синтаксиса». Рукописный текст этого курса, составленный на латинском, польском и украинском языках, содержал в частности разнообразные упражнения и домашние задания, лекции, переводы античных басен и др.
Последние годы жизни Довгалевский провёл в Киевском Михайловском Златоверхом монастыре, где, вероятно, и умер. Похоронен в Киеве на кладбище Киевского Братского монастыря и Киево-Могилянской академии.